# Аксункар
Аксунка́р (каз. Ақсұңқар) — село у складі Кербулацького району Жетисуської області Казахстану. Входить до складу Кизилжарського сільського округу.
У радянські часи село називалось Дорожний участок 15 км.
Населення — 12 осіб (2021; 48 у 2009, 14 у 1999).